# Saison 2013-2014 du Nîmes Olympique
Chronologie
Saison précédente Saison suivante
La saison 2013-2014 du Nîmes Olympique voit le club disputer la soixante-quinzième édition du Championnat de France de football de Ligue 2, championnat auquel le club participe pour la vingt-neuvième fois de son histoire.
L'équipe est dirigée pour la deuxième saison consécutive par Victor Zvunka qui occupe le poste d'entraîneur depuis juin 2012, tandis que le club est présidé par Jean-Louis Gazeau depuis 2002. L'objectif déclaré en début de saison est d'obtenir une meilleure place que la saison précédente.

## Avant-saison
Le Nîmes Olympique commence la saison après avoir fini la saison précédente à la huitième place et ayant lutter jusque dans les dernières journées pour obtenir une montée en Ligue 1. En effet, le club gardois était sixième au classement à quatre journées avant la fin du championnat et à trois points du troisième, l'En Avant de Guingamp.
L'entraîneur Victor Zvunka est confirmé à son poste par le président. Le budget du club est de 9,3 millions d'euros, il est donc quasiment équivalent à celui de l'année dernière (9,1 millions d'euros).
L'option d'achat du havrais Riad Nouri, en prêt à Nîmes la saison précédente, est levée à la fin de la saison. Il est donc transféré au Nîmes Olympique pour la somme de 150 000 € et y signe un contrat de deux saisons. En prêt depuis janvier 2013 au club, Jean-Alain Fanchone obtient de la part de son club l'Udinese Calcio la possibilité d'évoluer de nouveau avec les Crocodiles, toujours sous la forme d'un prêt. Neuf joueurs sont en fin de contrat : le gardien Haidar Al-Shaïbani, les défenseurs Aurélien Boche, Vincent Carlier, Yassine Haddou, les milieux Habib Jean Baldé, Malik Hsissane, Mouritala Ola Ogounbiyi et les attaquants Seydou Koné et Wilfried Niflore. Cependant, le club ne décide de prolonger que trois de ces joueurs : en effet, seuls Aurélien Boche, Mouritala Ola Ogounbiyi et Malik Hsissane se voient offrir une prolongation de leur contrat par le Nîmes Olympique, offre qu'il acceptent,.
La première recrue est Jérémy Cordoval, latéral français en fin de contrat à l’US Créteil-Lusitanos et qui a notamment évolué à l'AS Cannes ou encore à l'ES Troyes AC, son club formateur. Il signe son premier contrat professionnel pour une durée de trois ans. Le club enregistre sa seconde recrue quelques jours plus tard avec l'arrivée de l'attaquant français Samir Benmeziane, également en fin de contrat avec l'ES Uzès Pont du Gard et avec lequel il inscrit treize buts lors de la saison précédente en National. Ayant entre autres évolué à l'US Le Pontet et à l'Athlétic Club Arles-Avignon, il s'engage avec le club pour deux saisons, signant également pour la première fois en tant que professionnel. D'autres joueurs plus «expérimentés» viennent compléter l'effectif nîmois : le défenseur central français Romain Sartre, laissé libre par La Berrichonne de Châteauroux, paraphe un nouveau contrat de deux années plus une année supplémentaire en option. Le milieu serbe Nenad Kovačević en provenance du club de l'UT Arad (Liga II) rejoint également le Nîmes Olympique quelques jours plus tard. Ancien joueur du RC Lens et de l'Étoile rouge de Belgrade, il signe un contrat d'une année. 
Le Nîmes Olympique reprend l'entraînement le 25 juin avec deux nouveaux professionnels issus du centre de formation : le gardien Gauthier Gallon et l'attaquant Renaud Ripart qui ont signé avant la reprise pour une durée de trois ans.
Le club effectue son stage de préparation du 30 juin au 6 juillet à Megève. Le milieu offensif gauche Richard Soumah, en provenance du Stade brestois 29, participe à ce stage. Ce dernier ne sera cependant pas conserver après sa période d'essai.
Le club gardois inclus dans son calendrier cinq matchs de préparation. Ces rencontres ont pour adversaires le RC Lens, le Luzenac AP, le FC Istres OP, le Toulouse FC et l'AC Ajaccio.

### Tableau des transferts
| Nom                   | Nationalité   | Transfert                                   | Provenance/Destination   | Division         |
| --------------------- | ------------- | ------------------------------------------- | ------------------------ | ---------------- |
| Arrivées              |               |                                             |                          |                  |
| Riad Nouri            | France        | Transfert (150 000 €)                       | Le Havre AC              | Ligue 2          |
| Anthony Koura         | France        | Transfert sans indemnité                    | Le Mans FC               | Division Honneur |
| Romain Sartre         | France        | Fin de contrat                              | LB Châteauroux           | Ligue 2          |
| Nenad Kovačević       | Serbie        | Fin de contrat                              | UT Arad                  | Liga II          |
| Samir Benmeziane      | France        | Fin de contrat                              | ES Uzès Pont du Gard     | National         |
| Jérémy Cordoval       | France        | Fin de contrat                              | US Créteil-Lusitanos     | National         |
| Mame Ousmane Cissokho | Sénégal       | Fin de contrat                              | FC Rouen                 | Division Honneur |
| Renaud Ripart         | France        | Premier contrat professionnel               | Nîmes Olympique B        | CFA 2            |
| Gauthier Gallon       | France        | Premier contrat professionnel               | Nîmes Olympique B        | CFA 2            |
| Jean-Alain Fanchone   | France        | Prêt sans option d'achat                    | Udinese                  | Serie A          |
| Départs               |               |                                             |                          |                  |
| Nicolas Benezet       | France        | Transfert (1 500 000 €)                     | Évian Thonon Gaillard FC | Ligue 1          |
| Jean-Alain Fanchone   | France        | Fin du prêt                                 | Udinese                  | Serie A          |
| Riad Nouri            | France        | Fin du prêt avec option d'achat (150 000 €) | Le Havre AC              | Ligue 2          |
| Haidar Al-Shaïbani    | Canada        | Fin de contrat                              |                          |                  |
| Yassine Haddou        | Maroc         | Fin de contrat                              | Olympique de Safi        | Botola           |
| Habib Jean Baldé      | Guinée        | Fin de contrat                              |                          |                  |
| Vincent Carlier       | France        | Fin de contrat                              |                          |                  |
| Wilfried Niflore      | France        | Fin de contrat                              |                          |                  |
| Seydou Koné           | Côte d'Ivoire | Fin de contrat                              |                          |                  |
| Moussa Sidibé         | France        | Résiliation de contrat                      |                          |                  |
| Romain Thibault       | France        | prêt                                        | FC Bourg-Peronnas        | National         |

### Préparation d'avant-saison
Le premier match de préparation du Nîmes Olympique se déroule à Albertville le 6 juillet 2013 contre le Racing Club de Lens. La première occasion du match intervient à la 8e minute de jeu par l'intermédiaire de Jérôme Le Moigne d'une frappe qui s'envoler au-dessus des buts de Mathieu Michel. Les joueurs rouge et blanc ont réagi très rapidement sur un corner capté par le gardien lensois à la 9e. Mais le racing va prendre la direction des débats et multiplier les actions dangereuses sur les cages crocodiles. À la 16e une frappe de Bourigeaud qui frôle la lucarne puis à la 21e et une tentative de Bela qui passe tout près du poteau nîmois. Les nordistes continues de mettre la pression sur le Nîmes Olympique malgré la blessure de Bourigeaud remplacé par Cyprien (26e). Lors de la 30e minute de cette première mi-temps, Mathieu Michel réalise une belle parade devant Nomenjanahary qui était seul au duel. La dernière occasion de ce premier acte est nîmoise avec une tête de Richard Soumah, à l'essai chez les crocos, qui passe légèrement au-dessus de la barre transversale de Riou. En seconde période les lensois continuent d’asseoir leur domination sur le match et ceux malgré les nombreux changements opérés par Viktor Zvunka. Pierrick Valdivia aurait pu ouvrir le score à la 49e minute sur un corner direct mais le ballon s'écrase sur le poteau de Cyrille Merville, entré en cours de première mi-temps. C'est finalement à la 56e que Jérémie Bela ouvre le score d'une frappe croisée à ras de terre. Dans les minutes qui ont suivi le but le même Bela a failli doubler la mise d'une lourde frappe à l'entrée de la surface mais bien capté par le portier nîmois. À la 78e minute les joueurs gardois obtiennent un corner qui va permettre aux crocos d'égaliser grâce à Abdel Malik Hsissane d'un retourné acrobatique entre deux défenseurs sang et or. Le premier match d'avant-saison des deux équipes se solde donc par un match nul un but partout.
Le dernier match de préparation du Nîmes Olympique voit les crocodiles affronter un autre pensionnaire de Ligue 1, le club de l'AC Ajaccio. Le début de match est à l'avantage des joueurs corses, cette domination va se concrétiser à la 13e minute de jeu par l'ouverture du score d'Eduardo, sur une erreur défensive d'Aurélien Boche. Eduardo se présente seul face à Cyrille Merville qu'il élimine d'un crochet puis il pousse le ballon au fond des filets. Sur cinq matchs amicaux les crocos ont toujours concédé l'ouverture du score. À la suite de cette ouverture du score les joueurs gardois se réveillent et obtiennent plusieurs occasions par l'intermédiaire de Renaud Ripart à la 14e où il bute sur Guillermo Ochoa puis à la 19e avec une reprise trop molle pour inquiéter le gardien mexicain d'Ajaccio. Les Nîmois ouvrent finalement leur conteur but grâce à leur meilleur buteur de la saison passée Vincent Gragnic d'une tête décroisée sur un centre de Jean-Alain Fanchone (22e). Les crocodiles continuent d'obtenir des occasions par le biais de Ripart à la 34e qui trouve une nouvelle fois Ochoa sur sa route, Gragnic croise trop sa frappe à la 42e puis un tir du gauche qui oblige le gardien de but d'Ajaccio à intervenir. Les deux équipes se séparent à la mi-temps sur le score d'un but partout. Au retour des vestiaires les locaux prennent le jeu à leur compte. Malgré la possession du ballon par les crocos la seconde mi-temps est beaucoup moins rythmée que la première. Au cours cette période l'entraîneur gardois Viktor Zvunka fait entrer les deux nouvelles recrues Samir Benmeziane et Anthony Koura qui se procureront tous les deux une occasion de donner l'avantage aux languedociens. La seule véritable occasion corse du deuxième acte intervient à la 90e minute sur une frappe du droit de Paul Lasne qui termine dans les gants de Mathieu Michel qui a remplacé Merville à la 79e. Le score est donc le même qu'à la mi-temps, un but partout. Les crocos terminent leur préparation sur le même score que lorsqu'ils l'ont commencée. Le Nîmes Olympique recevra aux Costières l'US Créteil pour la première journée de championnat.
Le bilan de la préparation des joueurs de Nîmes est de trois nuls, contre Lens, Luzenac et Ajaccio, et deux défaites, contre Istres et Toulouse. Les crocodiles ont marqué cinq buts et en ont encaissé neuf. Le meilleur buteur de la préparation est Emmanuel Corrèze avec deux réalisations, les autres buts ont été inscrits par Hsissane, Sartre et Gragnic. Le joueur le plus utilisé par le technicien néo-gardois Zvunka est Pierre Bouby qui a joué 367 minutes.

## Compétitions

### Championnat
La saison 2013-2014 de Ligue 2 est la soixante-quinzième édition du championnat de France de football de seconde division et la douzième sous l'appellation « Ligue 2 ». La division oppose vingt clubs en une série de trente-huit rencontres. Les trois meilleurs de ce championnat sont promus en Ligue 1 et les trois derniers sont relégués en National.
La saison dernière l'AS Monaco a remporté le titre de champion de Ligue 2 2012-2013 après une victoire aux Stade des Costières face aux crocos. Ils sont accompagnés par l'En Avant de Guingamp, qui retrouve la Ligue 1 neuf ans après l'avoir quitté, et par le FC Nantes. Au contraire le club du GFC Ajaccio est relégué en National car il a terminé à la vingtième et dernière place du classement. Les clubs du Mans FC et du CS Sedan au départ relégué en National se voit tous les deux rétrogradés en Division d'honneur pour le premier nommé et en CFA 2 pour le second, l'équivalent du sixième et du cinquième niveau du football français. Les causes de cette rétrogradation sont toutes les deux financières. Ils sont remplacés par l'US Créteil, qui a dominé le championnat en étant premier de la 2e journée à la 6e puis de la 9e jusqu'à la fin du championnat, le FC Metz et par le CA Bastia.

#### Classement final
| Rang                                                                | Équipe                 | Pts | J  | G  | N  | P  | Bp | Bc | Diff |
| ------------------------------------------------------------------- | ---------------------- | --- | -- | -- | -- | -- | -- | -- | ---- |
| 1                                                                   | FC Metz P              | 76  | 38 | 22 | 10 | 6  | 55 | 28 | +27  |
| 2                                                                   | RC Lens                | 65  | 38 | 17 | 14 | 7  | 58 | 40 | +18  |
| 3                                                                   | SM Caen                | 64  | 38 | 18 | 10 | 10 | 65 | 44 | +21  |
| 4                                                                   | AS Nancy-Lorraine R    | 61  | 38 | 16 | 13 | 9  | 47 | 37 | +10  |
| 5                                                                   | Chamois Niortais FC    | 58  | 38 | 15 | 13 | 10 | 51 | 47 | +4   |
| 6                                                                   | Dijon FCO              | 57  | 38 | 14 | 15 | 9  | 53 | 42 | +11  |
| 7                                                                   | Stade brestois R       | 56  | 38 | 15 | 11 | 12 | 38 | 32 | +6   |
| 8                                                                   | Tours FC               | 55  | 38 | 15 | 10 | 13 | 63 | 56 | +7   |
| 9                                                                   | Angers SCO             | 55  | 38 | 14 | 13 | 11 | 46 | 45 | +1   |
| 10                                                                  | ES Troyes AC R         | 52  | 38 | 15 | 7  | 16 | 56 | 44 | +12  |
| 11                                                                  | US Créteil-Lusitanos P | 50  | 38 | 12 | 14 | 12 | 57 | 58 | -1   |
| 12                                                                  | Le Havre AC            | 48  | 38 | 11 | 15 | 12 | 43 | 43 | 0    |
| 13                                                                  | AC Arles-Avignon       | 46  | 38 | 10 | 16 | 12 | 36 | 38 | -2   |
| 14                                                                  | Clermont FA            | 45  | 38 | 10 | 15 | 13 | 31 | 38 | -7   |
| 15                                                                  | Nîmes Olympique        | 44  | 38 | 10 | 14 | 14 | 49 | 54 | -5   |
| 16                                                                  | AJ Auxerre             | 43  | 38 | 10 | 13 | 15 | 35 | 45 | -10  |
| 17                                                                  | Stade lavallois MFC    | 42  | 38 | 10 | 12 | 16 | 44 | 52 | -8   |
| 18                                                                  | LB Châteauroux         | 40  | 38 | 10 | 10 | 18 | 43 | 59 | -16  |
| 19                                                                  | FC Istres OP           | 36  | 38 | 9  | 9  | 20 | 48 | 74 | -26  |
| 20                                                                  | CA Bastia P            | 24  | 38 | 4  | 12 | 22 | 21 | 63 | -42  |
| - Promotion en Ligue 1 2014-2015 - Relégation en National 2014-2015 |                        |     |    |    |    |    |    |    |      |

#### Évolution du classement

##### Phase aller
| Journées / Clubs |    |    |   |    |    |    |    |    |    |    |    |    |    |    |    |    |    |    |    | Journées promu | Journées relégable |
|                  | 1  | 2  | 3 | 4  | 5  | 6  | 7  | 8  | 9  | 10 | 11 | 12 | 13 | 14 | 15 | 16 | 17 | 18 | 19 |                |                    |
| ---------------- | -- | -- | - | -- | -- | -- | -- | -- | -- | -- | -- | -- | -- | -- | -- | -- | -- | -- | -- | -------------- | ------------------ |
| Nîmes            | 14 | 14 | 9 | 14 | 14 | 15 | 17 | 17 | 17 | 16 | 16 | 15 | 16 | 17 | 17 | 18 | 18 | 19 | 18 | -              | 4                  |

##### Phase retour
| Journées / Clubs |    |    |    |    |    |    |    |    |    |    |    |    |    |    |    |    |    |    |    | Journées promu | Journées relégable |
|                  | 20 | 21 | 22 | 23 | 24 | 25 | 26 | 27 | 28 | 29 | 30 | 31 | 32 | 33 | 34 | 35 | 36 | 37 | 38 |                |                    |
| ---------------- | -- | -- | -- | -- | -- | -- | -- | -- | -- | -- | -- | -- | -- | -- | -- | -- | -- | -- | -- | -------------- | ------------------ |
| Nîmes            | 16 | 18 | 16 | 15 | 17 | 17 | 15 | 0  | 0  | 0  | 0  | 0  | 0  | 0  | 0  | 0  | 0  | 0  | 0  | -              | 1                  |

#### Journée 1 à 5
Pour le deuxième match de la saison à domicile les joueurs du NO reçoivent l'ESTAC Troyes actuel huitième du classement avec quatre points.

### Coupe de la ligue
La Coupe de la Ligue 2013-2014 est la 20e édition de la Coupe de la Ligue, compétition à élimination directe organisée par la Ligue de football professionnel (LFP) depuis 1994, qui rassemble uniquement les clubs professionnels de Ligue 1, Ligue 2 et National.
Le Nîmes olympique débute dès le premier tour, du fait que le club évolue en deuxième division. Quatre jours après la défaite lors de la première journée de ligue 2 le NO se déplace à Laval pour y défier le Stade lavallois pour le premier tour de la Coupe de la Ligue. Cette rencontre oppose deux équipes ayant raté leur premier match de championnat, les Lavallois se sont également inclinés face au FC Metz. Dès le coup d'envoi les Lavallois mettaient beaucoup de rythme dans la partie mais sans pour autant se montrer dangereux. Les deux premières occasions interviennent à la demi-heure de jeu sur un coup franc de Romain Sartre capté par le gardien belge de la formation lavalloise, Mike Vanhamel, puis sur un centre d'Ogunbiyi pour Mathieu Robail dégagé en manchette par ce même gardien. Juste avant la mi-temps les Mayennais obtiennent une belle occasion par le biais de Damien Tibéri qui tente une frappe de l'extérieur de la surface nîmoise qui passe au-dessus des buts crocodiles. Les deux équipes rentrent au vestiaire sur le score nul et vierge de 0-0. La seconde période débute de la même manière que la première, les Lavallois ont le ballon mais ne se procurent pas de véritable action dangereuse. À la 72e minute sur une des rares actions nîmoise Riad Nouri ouvre le score d'une frappe croisé dans un angle très fermé. La fin de match est à l'avantage des joueurs locaux qui garde le ballon sans pour le moins trouver la faille et ceci jusqu'au coup de sifflet final. Le Nîmes olympique se qualifie pour le deuxième tour, une première depuis la saison 2010-2011 et une victoire aux tirs au but à Ajaccio, où il affrontera l'ES Troyes.

## Joueurs et encadrement technique

### Effectif professionnel
Vingt-cinq joueurs composent l'effectif professionnel durant cette saison. Au poste de gardien de but, Cyrille Merville est le titulaire, Mathieu Michel étant son suppléant tandis que Gauthier Gallon est le troisième gardien. Sept défenseurs sont présents dans l'effectif : les arrières centraux Mohamed Benyahia, Benoît Poulain, Romain Sartre et Aurélien Boche, l'arrière droit Jérémy Cordoval et les arrières gauches Jean-Alain Fanchone et Tarek Bensaïd. Douze milieux de terrains se partagent les postes. Les milieux défensifs sont Nenad Kovačević, Jonathan Parpeix, Emmanuel Corrèze, Pierre Bouby et Abdel Malik Hsissane, les meneurs de jeu sont Mouritala Ola Ogounbiyi, Komlan Amewou et Vincent Gragnic tandis que Ousmane Cissokho, Mathieu Robail, Riad Nouri et Abdelhakim Omrani sont les milieux excentrés. Enfin, trois attaquants ont fait partie de l'effectif nîmois : Anthony Koura, Samir Benmeziane,Renaud Ripart
Dans l'effectif de la saison 2013-2014, cinq joueurs sont originaires de la métropole nîmoise. Mathieu Michel (né à Nîmes) est le deuxième gardien dans la hiérarchie, Jonathan Parpeix (né à Nîmes), milieu de terrain polyvalent, au club depuis 2010, Abdel Malik Hsissane (né à Nîmes) est un des nombreux milieux de terrains défensifs de l'équipe, Renaud Ripart(également né à Nîmes) joue quelques bouts de matchs à la pointe de l'attaque nîmoise. Pour leur part, Benoît Poulain (né à Montpellier) défenseurs emblématiques du club et Samir Benmeziane (né à Arles) sont souvent considérés comme des joueurs du cru.
Le capitaine de l'équipe est le défenseur central Benoît Poulain, fonction qu'il occupe depuis la saison 2011-2012.

### Statistiques individuelles
| Passeur                 | Total |
| ----------------------- | ----- |
| Mouritala Ola Ogounbiyi | 7     |
| Ousmane Cissokho        | 5     |
| Vincent Gragnic         | 4     |
| Abdelhakim Omrani       | 4     |
| Pierre Bouby            | 2     |
| Jean-Alain Fanchone     | 2     |
| Nenad Kovačević         | 2     |
| Abdelhakim Omrani       | 2     |
| Benoît Poulain          | 2     |
| Mathieu Robail          | 2     |
| Samir Benmeziane        | 1     |
| Jérémy Cordoval         | 1     |
| Riad Nouri              | 1     |

| Buteur                  | Total |
| ----------------------- | ----- |
| Samir Benmeziane        | 13    |
| Vincent Gragnic         | 9     |
| Ousmane Cissokho        | 6     |
| Riad Nouri              | 5     |
| Pierre Bouby            | 3     |
| Anthony Koura           | 3     |
| Abdelhakim Omrani       | 3     |
| Romain Sartre           | 3     |
| Aurélien Boche          | 2     |
| Mouritala Ola Ogounbiyi | 2     |
| Nenad Kovačević         | 1     |
| Benoît Poulain          | 1     |

Mis à jour le  après le match Créteil-Nîmes, le 16 mai 2014

## Aspects juridiques et économiques

### Structure juridique et organigramme
En 2013-2014, l'équipe professionnelle est gérée par la société anonyme sportive professionnelle (SASP) Nîmes Olympique. La SASP est liée par le biais d'une convention à l'association loi de 1901 Nîmes Olympique Association, structure qui regroupe le centre de formation et les équipes amateurs.

### Équipementiers et sponsors
La marque italienne Erreà est l'équipementier du Nîmes Olympique depuis la saison 2002-2003. Elle continue à fournir les maillots au club gardois lors de la saison 2013-2014. Erreà est le cinquième équipementier qu'a connu le Nîmes Olympique, après notamment Le coq sportif, le premier équipementier du NO entre 1969 et 1974, l'Allemand Adidas ou l'Anglais Umbro.
Les premiers sponsors apparaissent sur les maillots nîmois au début des années 1970, le Nîmes Olympique devenant ainsi le premier club français à arborer une publicité sur le maillot avec l'Olympique de Marseille. En 1970, la maison de couture Cacharel, créée par le nîmois Jean Bousquet, devient pionnière. En 1975, Zan, entreprise originaire du Gard, s'installe sur les maillots durant deux saisons. Zan cède sa place en 1977 à Kindy Chaussettes et ce pendant neuf ans. Ainsi Kindy est actuellement le sponsor le plus fidèle qu'a connu le Nîmes Olympique depuis sa création avec 9 ans d'apparition sur le maillot des Crocodiles.

## Affluence et couverture médiatique

### Affluences
104 521 spectateurs ont assisté aux rencontres de championnat du NO cette année au Stade des Costières. L'affluence moyenne en championnat est donc de 5 733 spectateurs. C'est la onzième moyenne de spectateurs en championnat, la treizième en taux de remplissage à domicile avec 31 % et la douzième à l'extérieur en taux de remplissage à l’extérieur avec 40,5 % . La meilleure affluence de la saison est réalisée contre le Stade Lavallois le 9 mai 2014 avec 11 711 spectateurs à l'occasion de la dernière rencontre à domicile durant la 37e journée.
Nîmes a disputé un seul match à domicile dans le cadre des coupes nationales. En Coupe de la Ligue, la réception de ES Troyes AC a attiré seulement 3 496 spectateurs, ce qui en fait l'affluence la plus faible de la saison.
Affluence du Nîmes Olympique à domicile

### Couverture médiatique
À la radio, tous les matches de la saison sont diffusés en intégralité sur France Bleu Gard Lozère, commentés par Hervé Sallafranque.

## Équipe réserve
| Rang                                                      | Équipe                      | Pts | J  | G  | N | P  | Bp | Bc | Diff |
| --------------------------------------------------------- | --------------------------- | --- | -- | -- | - | -- | -- | -- | ---- |
| 1                                                         | FC Sète                     | 78  | 25 | 17 | 2 | 6  | 49 | 29 | +20  |
| 2                                                         | FC Vaulx-en-Velin           | 67  | 25 | 12 | 6 | 7  | 25 | 18 | +7   |
| 3                                                         | Balagne Ile Rousse P        | 66  | 25 | 12 | 5 | 7  | 44 | 33 | +11  |
| 4                                                         | Nîmes Olympique rés.        | 61  | 25 | 10 | 6 | 9  | 33 | 30 | +3   |
| 5                                                         | RCO Agde                    | 60  | 25 | 10 | 5 | 10 | 26 | 28 | -2   |
| 6                                                         | Olympique de Marseille rés. | 60  | 25 | 10 | 5 | 10 | 30 | 32 | -2   |
| 7                                                         | AC Arles-Avigon rés. P      | 60  | 25 | 10 | 5 | 10 | 40 | 31 | +9   |
| 8                                                         | FC Echirolles               | 59  | 25 | 9  | 7 | 9  | 24 | 30 | -6   |
| 9                                                         | Olympique d'Alès P          | 58  | 25 | 8  | 9 | 8  | 35 | 33 | +2   |
| 10                                                        | AC Ajaccio rés.             | 57  | 25 | 9  | 5 | 11 | 34 | 40 | -6   |
| 11                                                        | Toulon Le Las               | 57  | 25 | 8  | 8 | 9  | 39 | 29 | +10  |
| 12                                                        | ES Pennoise                 | 57  | 25 | 8  | 8 | 9  | 26 | 34 | -8   |
| 13                                                        | Aubagne FC                  | 54  | 25 | 9  | 2 | 14 | 40 | 48 | -8   |
| 14                                                        | ASM Vénissieux              | 43  | 25 | 5  | 3 | 17 | 20 | 50 | -30  |
| - Promotion en CFA 2014-2015 - Relégation en DH 2014-2015 |                             |     |    |    |   |    |    |    |      |